# 陳振潮菜種行

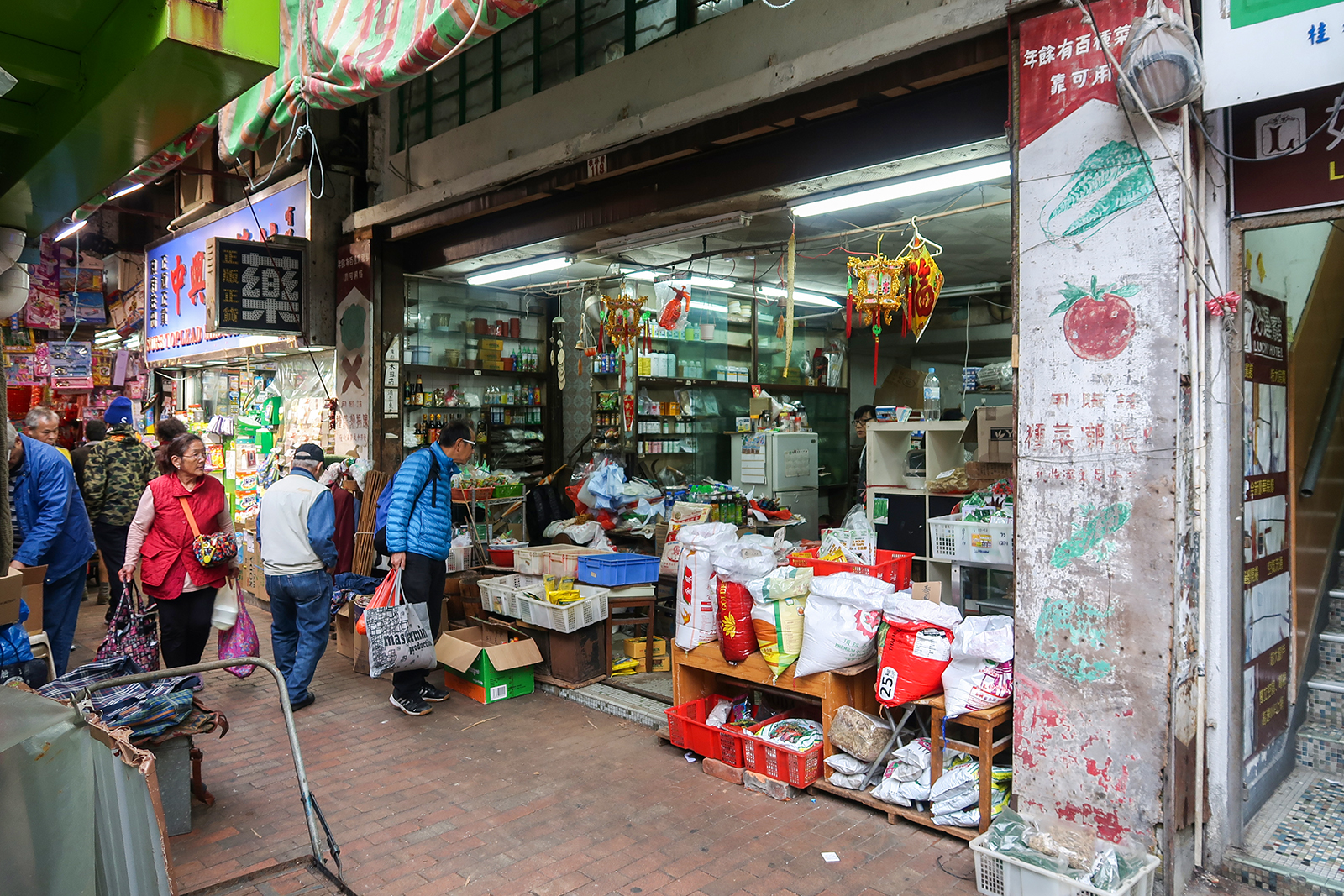
陳振潮菜種行深水埗桂林街119號的舖位於1960年代開業

陳振潮菜種行是香港僅存的菜種行之一，在1905年開業，有逾百年歷史。早年在九龍城開店賣菜種，由於當時做該行業以香港的潮州人為主，因此店舖以此取名，寓意「陳氏家族振興潮州」，顧客大多以務農為生的農人為主，所以有一段時間稱為「陳振潮士多」。該店已是第三代，並見證本地農業百年興衰。現時除菜種外，亦售賣白米、花種等乾貨。
位於深水埗桂林街119號的舖位於1960年代開業，店外兩旁設彩色木告示，寫着「信用可靠」和手繪蔬菜圖案，方便不識字的農人能看圖認舖。而店內則有花斑的地板。
2018年，菜種行東主表示不想透露結業因由，於同年1月6日正式結業。

## 資料來源
1. ↑  . 長訊月刊. 2017-05-18  [2018-01-06]. （原始内容存档于2016-08-05）.
2. ↑  盧勁業. . 蘋果日報. 2011-12-08  [2018-01-06]. （原始内容存档于2019-08-27）.
3. ↑  吳業紅. . 蘋果日報. 2018-01-06  [2018-01-06]. （原始内容存档于2019-08-28）.